# Finales des Masters
Le Masters Finals, ou BWF Super Series Masters Finals, ou Finales des Masters en français, est un tournoi international annuel de badminton créé en 2007 et organisé par la Fédération mondiale de badminton (BWF) qui se déroule en fin de saison. Il rassemble les 8 meilleurs joueurs et joueuses en simple et les 8 meilleures paires de chaque discipline de double qui ont accumulé le plus de points lors des tournois BWF Super Series uniquement.

## Historique
Créé initialement en 2007 avec l'introduction du circuit professionnel Super Series, la première édition des Masters Finals a dû être annulée en raison du manque de parrainages.
Les premières éditions sont organisées en Malaisie avant que le tournoi ne change de lieu à chaque édition.
En 2014, la dotation totale a doublé pour atteindre la somme de 1 000 000 $, ce qui en fait l'un des tournois les plus rémunérateurs de la saison.
A cette occasion, le tournoi de fin de saison quitte l'Extrême-Orient et se déroule désormais à Dubaï à la suite d'un accord de partenariat et de parrainage jusqu'en 2017 entre la ville des Émirats et la BWF.
En 2018, la BWF change la structure de son circuit professionnel et le renomme BWF World Tour. Les Finales, dorénavant appelées BWF World Tour Finals, sont attribuées pour les quatre prochaines années à Guangzhou, en Chine et la dotation passe à 1 500 000 $. Cependant, en raison de la pandémie de Covid-19, les éditions des saisons 2020 et 2021 sont relocalisées respectivement à Bangkok et à Bali.
Après une nouvelle délocalisation en Thaïlande en 2022, la BWF annonce que le tournoi reviendra en Chine, à Hangzhou pour les 4 prochaines années (2023-2026) et que la dotation minimale passe à 2 500 000 $.

## Qualification
Ce sont les résultats obtenus au cours de la saison dans les tournois ciblés qui permettent de définir quels joueurs sont qualifiés pour ces finales.
Si deux joueurs ou plus sont à égalité dans le classement, la sélection des joueurs est basée sur les critères suivants :
- Les joueurs qui ont participé au plus grand nombre de tournois Super Series ;
- Les joueurs ayant collecté le plus de points dans les tournois Super Series à partir du 1er juillet.

## Points attribués
En fonction du résultat du joueur ou de la paire à la compétition, il est crédité de points qui servent à établir le classement mondial.
Les points sont attribués ainsi :
| Éditions  | Vainqueur | Finaliste | 1/2 finale | 3e de groupe | 4e de groupe | 1/4 finale |
| --------- | --------- | --------- | ---------- | ------------ | ------------ | ---------- |
| 2007-2017 | 11 000    | 9 350     | 7 700      | 6 050        | 4 320        | 4 320      |
| 2018-2023 | 12 000    | 10 200    | 8 400      | 7 500        | 6 600        | 6 600      |
| 2024-     | 14 000    | 12 000    | 10 000     | 8 900        | 7 800        | 7 800      |

## Palmarès
| Année                           | Lieu            | Simple hommes   | Simple dames    | Double hommes                                       | Double dames                            | Double mixte                                             |
| ------------------------------- | --------------- | --------------- | --------------- | --------------------------------------------------- | --------------------------------------- | -------------------------------------------------------- |
| BWF Super Series Masters Finals |                 |                 |                 |                                                     |                                         |                                                          |
| 2007                            | Édition annulée | Édition annulée | Édition annulée | Édition annulée                                     | Édition annulée                         | Édition annulée                                          |
| 2008                            | Kota Kinabalu   | Lee Chong Wei   | Zhou Mi         | Koo Kien Keat Tan Boon Heong                        | Wong Pei Tty Chin Eei Hui               | Thomas Laybourn Kamilla Rytter Juhl                      |
| BWF Super Series Finals         |                 |                 |                 |                                                     |                                         |                                                          |
| 2009                            | Johor Bahru     | Lee Chong Wei   | Wong Mew Choo   | Jung Jae-sung Lee Yong-dae                          | Wong Pei Tty Chin Eei Hui               | Joachim Fischer Nielsen Christinna Pedersen              |
| 2010                            | Taipei          | Lee Chong Wei   | Wang Shixian    | Mathias Boe Carsten Mogensen                        | Wang Xiaoli Yu Yang                     | Zhang Nan Zhao Yunlei                                    |
| 2011                            | Liuzhou         | Lin Dan         | Wang Yihan      | Mathias Boe Carsten Mogensen                        | Wang Xiaoli Yu Yang                     | Zhang Nan Zhao Yunlei                                    |
| 2012                            | Shenzhen        | Chen Long       | Li Xuerui       | Mathias Boe Carsten Mogensen                        | Wang Xiaoli Yu Yang                     | Joachim Fischer Nielsen Christinna Pedersen              |
| 2013                            | Kuala Lumpur    | Lee Chong Wei   | Li Xuerui       | Mohammad Ahsan Hendra Setiawan                      | Christinna Pedersen Kamilla Rytter Juhl | Joachim Fischer Nielsen Christinna Pedersen              |
| 2014                            | Dubaï           | Chen Long       | Tai Tzu-ying    | Lee Yong-dae Yoo Yeon-seong                         | Misaki Matsutomo Ayaka Takahashi        | Zhang Nan Zhao Yunlei                                    |
| 2015                            | Dubaï           | Kento Momota    | Nozomi Okuhara  | Mohammad Ahsan Hendra Setiawan                      | Luo Ying Luo Yu                         | Chris Adcock Gabrielle Adcock                            |
| 2016                            | Dubaï           | Viktor Axelsen  | Tai Tzu-ying    | Goh V Shem Tan Wee Kiong                            | Chen Qingchen Jia Yifan                 | Zheng Siwei Chen Qingchen                                |
| 2017                            | Dubaï           | Viktor Axelsen  | Akane Yamaguchi | Marcus Fernaldi Gideon Kevin Sanjaya Sukamuljo (en) | Shiho Tanaka Koharu Yonemoto            | Zheng Siwei Chen Qingchen                                |
| BWF World Tour Finals           |                 |                 |                 |                                                     |                                         |                                                          |
| 2018                            | Guangzhou       | Shi Yuqi        | P. V. Sindhu    | Li Junhui Liu Yuchen                                | Misaki Matsutomo Ayaka Takahashi        | Wang Yilyu Huang Dongping                                |
| 2019                            | Guangzhou       | Kento Momota    | Chen Yufei      | Mohammad Ahsan Hendra Setiawan                      | Chen Qingchen Jia Yifan                 | Zheng Siwei Huang Yaqiong                                |
| 2020                            | Bangkok         | Anders Antonsen | Tai Tzu-ying    | Lee Yang Wang Chi-lin                               | Lee So-hee (en) Shin Seung-chan         | Dechapol Puavaranukroh (en) Sapsiree Taerattanachai (en) |
| 2021                            | Nusa Dua, Bali  | Viktor Axelsen  | An Se-young     | Takuro Hoki (en) Yugo Kobayashi (en)                | Kim So-yeong Kong Hee-yong              | Dechapol Puavaranukroh Sapsiree Taerattanachai           |
| 2022                            | Bangkok         | Viktor Axelsen  | Akane Yamaguchi | Liu Yuchen Ou Xuanyi (en)                           | Chen Qingchen Jia Yifan                 | Zheng Siwei Huang Yaqiong                                |
| 2023                            | Hangzhou        | Viktor Axelsen  | Tai Tzu-ying    | Kang Min-hyuk (en) Seo Seung-jae                    | Chen Qingchen Jia Yifan                 | Zheng Siwei Huang Yaqiong                                |
| 2024                            | Hangzhou        | Shi Yuqi        | Wang Zhiyi (en) | Kim Astrup Anders Skaarup Rasmussen (en)            | Baek Ha-na Lee So-hee (en)              | Zheng Siwei Huang Yaqiong                                |
| 2025                            | Hangzhou        |                 |                 |                                                     |                                         |                                                          |
| 2026                            | Hangzhou        |                 |                 |                                                     |                                         |                                                          |